# Natuurpark Litoral Norte

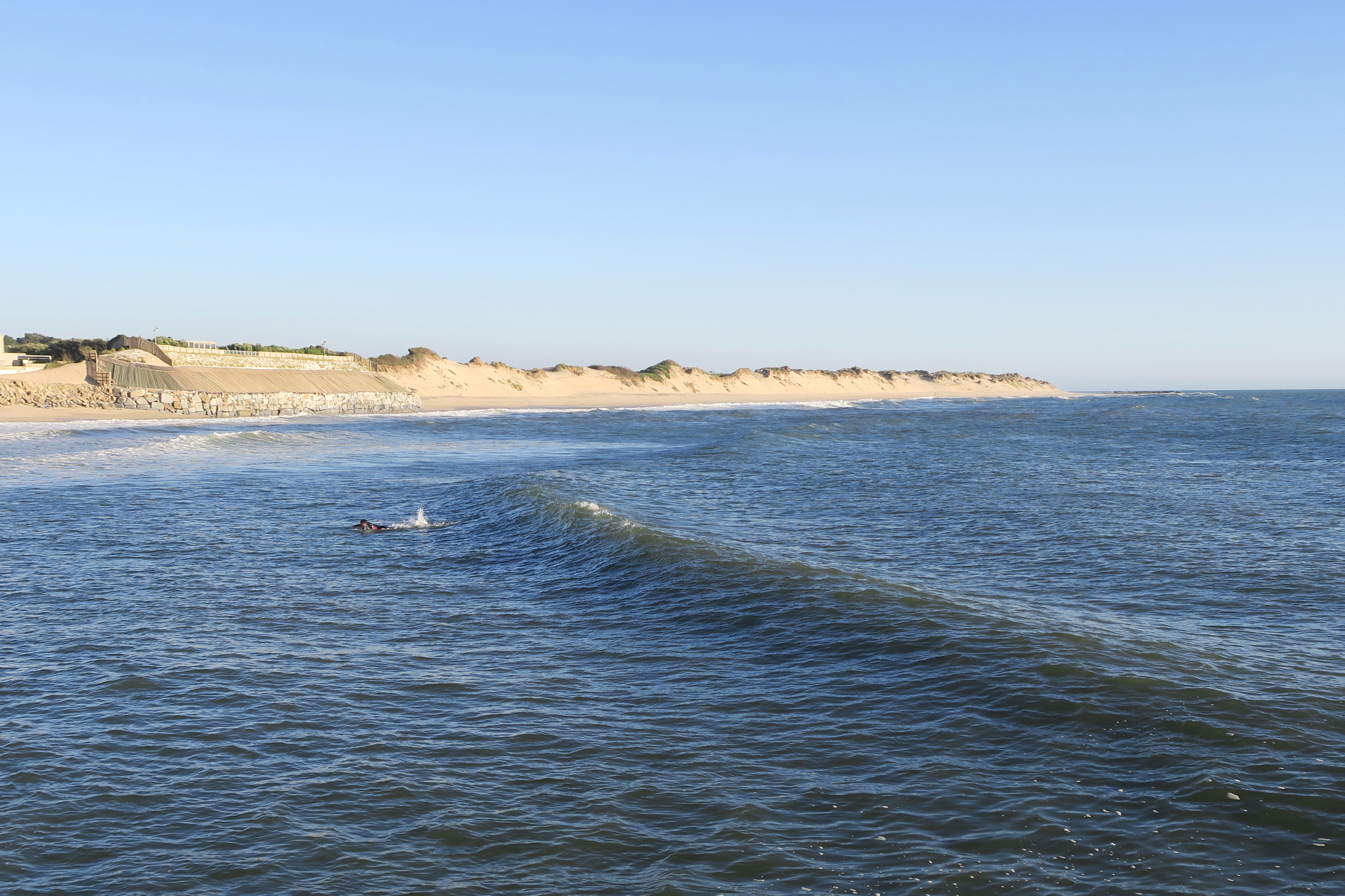

Het Natuurpark Litoral Norte (Portugees: Parque natural do Litoral Norte) is een natuurpark in Noord-Portugal. Het werd beschermd in 2006 en is 88,7 vierkante kilometer groot. Het park omvat een kuststrook met stranden en primaire duinen.